# Ragadia minoa
Ragadia minoa är en fjärilsart som beskrevs av Hans Fruhstorfer 1911. Ragadia minoa ingår i släktet Ragadia och familjen praktfjärilar. Inga underarter finns listade.